# Belaïd Bouhadjera
Belaïd Bouhadjera, né le 1er octobre 1903 à La Calle et décédé le 21 février 1972 à Annaba, est un homme politique français.